# Amir Ghomi
Amir Ghomi (pers. ‌امیر قمی ;ur. 1 stycznia 1968) – irański judoka. Olimpijczyk z Atlanty 1996, gdzie zajął dziewiąte miejsce w wadze lekkiej. 

## Letnie Igrzyska Olimpijskie 1996
| Konkurencja | Eliminacje          | Eliminacje            | Repasaże              | Repasaże                  | Klas. końcowa |
| Konkurencja | Przeciwnik I        | Przeciwnik II         | Przeciwnik I          | Przeciwnik II             | Miejsce       |
| ----------- | ------------------- | --------------------- | --------------------- | ------------------------- | ------------- |
| 71 kg       | Henry Núñez (CRC) Z | Kwak Dae-sung (KOR) P | David Kouassi (CIV) Z | Andrey Shturbabin (UZB) P | 9.            |